# Mauperthuis
Mauperthuis ist eine französische Gemeinde mit 487 Einwohnern (Stand: 1. Januar 2022) im Département Seine-et-Marne in der Region Île-de-France. Sie gehört zum Arrondissement Meaux und zum Kanton Coulommiers.
Die Einwohner werden Malperthusiens genannt.

## Geographie
Mauperthuis liegt etwa 51 Kilometer ostsüdöstlich von Paris am Fluss Aubetin, der die Gemeinde im Südwesten durchquert.

### Nachbargemeinden
Umgeben ist Mauperthuis von den Gemeinden Beautheil-Saints im Norden, Osten und Süden sowie Saint-Augustin im Westen.

## Bevölkerungsentwicklung
| Jahr      | 1962 | 1968 | 1975 | 1982 | 1990 | 1999 | 2006 | 2013 | 2021 |
| Einwohner | 222  | 220  | 230  | 322  | 406  | 429  | 468  | 497  | 480  |

## Sehenswürdigkeiten
- Kirche Saint-Pierre, 1764–1774 erbaut, seit 1983/1996 Monument historique
- Brunnen, 1764 erbaut, seit 1969 Monument historique
- Architekturmuseum
- Schloss Mauperthuis (Erbauer: Anne-Pierre de Montesquiou-Fézensac), im Park die 1782 errichtete Pyramide von Mauperthuis

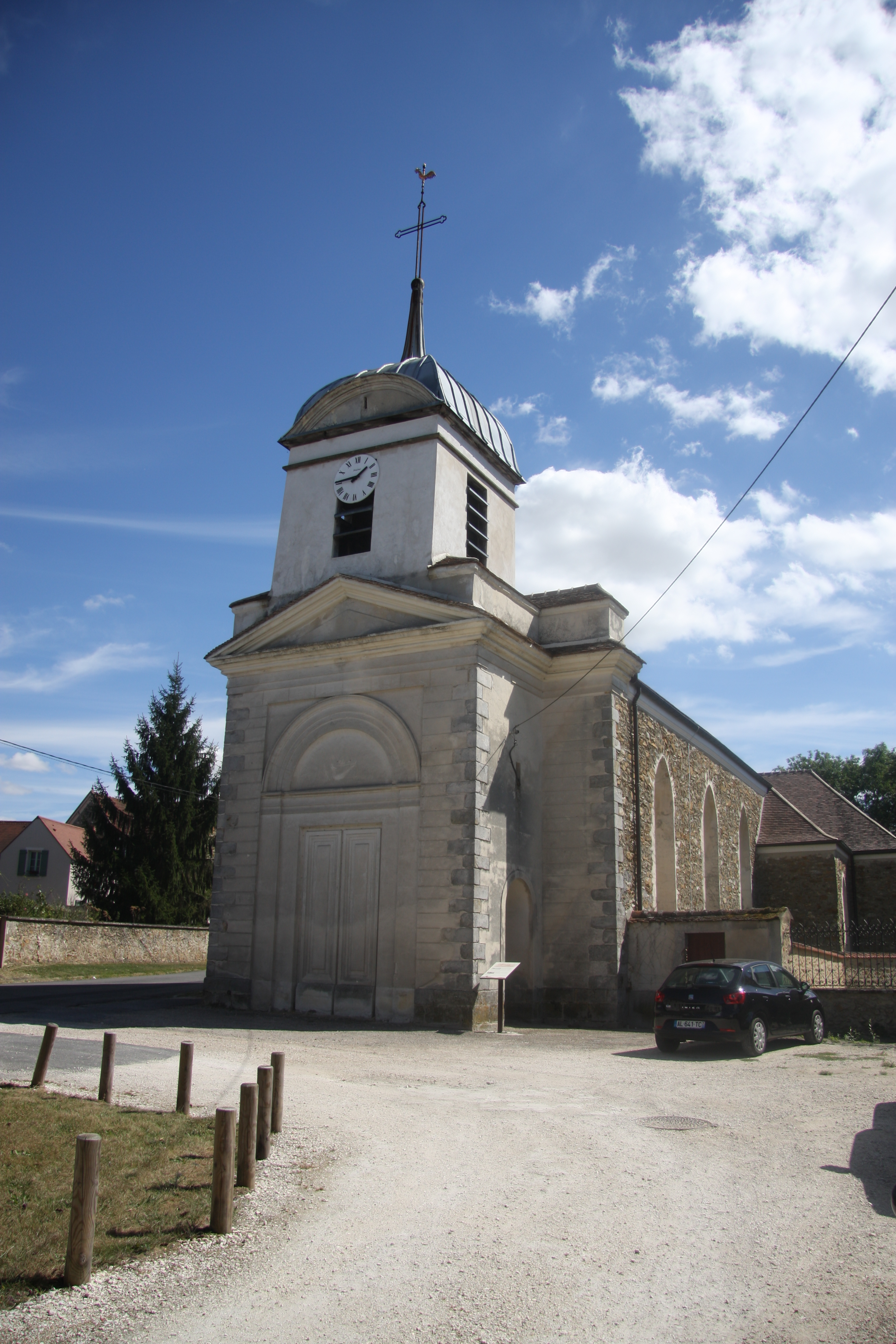
Kirche Saint-Pierre
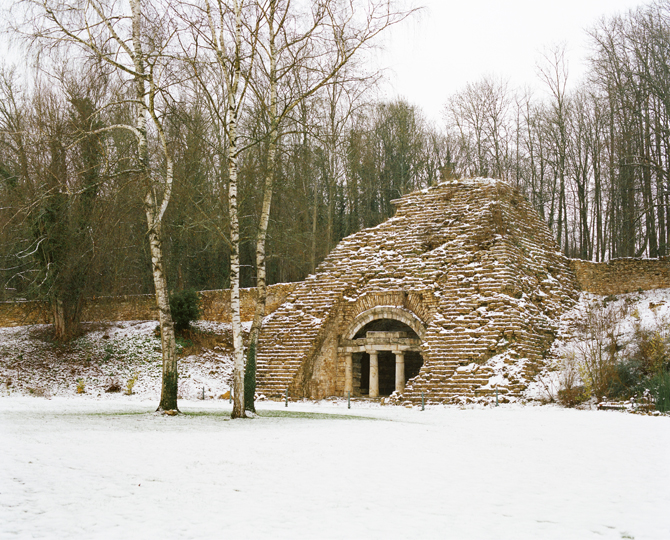
Pyramide von Mauperthuis